# 夏の恋人 (長渕剛の曲)
「夏の恋人」（なつのこいびと）は、日本のミュージシャンである長渕剛の7枚目のシングル曲である。
1981年5月5日に東芝EMIのエキスプレスレーベルからリリースされた。作詞・作曲は長渕と藤岡孝章および山梨鐐平による共作となっており、編曲は瀬尾一三が担当している。
夏の浜辺を舞台に意中の女性に声を掛けられないもどかしさをテーマにした曲であり、ミディアム・テンポのポップソングとなっている。オリコンチャートでは最高位20位となった。
オリジナル・アルバムには収録されず、ベスト・アルバム『夏の恋人』（1981年）にて初収録された。それ以降では、『FROM T.N.』（1983年）、『SINGLES Vol.1 (1978〜1982)』（1997年）に収録された。

## 録音
作詞、作曲ともに長渕自身ではなく、他人との共作となっている。これは当時、山梨鐐平、藤岡孝章、板垣秀雄の3人で結成されていたバンド「Do!」に長渕が加わる形で結成されたバンド「チョコレッツ」としての活動があり、その延長線上で制作された曲だからである。そのため、この曲は長渕の曲というよりはむしろ、チョコレッツの曲として捉える方が正しいとも言える。

## 音楽性
夏の海での恋心を歌った曲。「潮の香り」や「サーフボード」など、爽やかな夏の海を思わせる言葉が歌詞に使用されている。
音楽情報サイト『CDジャーナル』では、「ミディアム・テンポのサマー・ポップ・ソング。夏の浜辺で見かけた女性に心をときめかせるが声をかけられないでいるという歌。間奏のギター・フレーズからAメロ、サビまで、一貫して似通った符割りの旋律が展開される」と表記されている。

## リリース
1981年5月5日に東芝EMIのエキスプレスレーベルよりリリースされた。
後にこの曲をメインとした、カーステレオ向けベストアルバム『夏の恋人』（1981年）がカセットテープでリリースされている。
B面曲の「クレイジー・ボーイ」は、思い通りにならない男女関係を歌った曲。初期の長渕のシングルではA、B面で相反する雰囲気の楽曲が収録されている事が多いが、この曲はA面曲に続く雰囲気を持った曲である。AB両面ともオリジナルアルバムには未収録となった。

## チャート成績
オリコンチャートでは最高位20位、登場回数15回となり、売り上げ枚数は10.4万枚となった。

## シングル収録曲
| 全編曲: 瀬尾一三。 |                                   |                            |      |
| #                  | タイトル                          | 作詞・作曲                 | 時間 |
| 1.                 | 「夏の恋人」(NATSU NO KOIBITO)    | 長渕剛、藤岡孝章、山梨鐐平 | 3:26 |
| 2.                 | 「クレイジー・ボーイ」(CRAZY BOY) | 長渕剛                     | 3:58 |
| 合計時間:          | 合計時間:                         | 合計時間:                  | 7:24 |

## 収録アルバム
スタジオ音源
- 『夏の恋人』（1981年）
- 『FROM T.N.』（1983年）
- 『SINGLES Vol.1 (1978〜1982)』（1997年）

ライブ音源
- 『SUPER LIVE IN 西武球場』（1983年）